# Balthasar Wilhelm von Walther und Cronegk
Balthasar Wilhelm von Walther und Cronegk auch Walther und Kronegk (* 8. Januar 1721; † 3. April 1796 in Berlin) war ein preußischer Major und Ritter des Ordens Pour le Mérite.

## Leben

### Herkunft
Balthasar Wilhelm war Angehöriger des 1670 mit kaiserlichen Wappenbrief das schlesische Inkolat erhaltenen Adelsgeschlechts Walther und Cronegk. Er war ein Sohn des Adolph Wilhelm von Walther und Cronegk († 1768) und der Elisabeth von Schreibersdorf.

### Werdegang
Der gebürtige Schlesier wurde, obwohl aus evangelischem Elternhaus kommend, von Jesuiten in Breslau erzogen. Beim Übergang der Stadt an Preußen im Jahre 1741, trat er in das Regiment „Truchsess“ der Preußischen Armee ein. Als Fahnenjunker nahm er während der ersten beiden Schlesischen Kriegen an den Schlachten bei Mollwitz und Hohenfriedeberg teil. Anschließend avancierte er zum Fähnrich und wurde am 7. Januar 1749 zum Sekondeleutnant befördert. Im Siebenjährigen Krieg war er Adjutant seines Regimentschef. Er avancierte 1763, mit Patent vom Juni 1760 zum Stabskapitän, wurde gleichzeitig nach Berlin versetzt, wo er seine eigene Kompanie erhielt. Mit seiner Beförderung zum Major wurde er am 24. Juni 1773 auch Kommandeur eines Grenadierbataillons, welches aus den Grenadierkompanien der Regimenter „von Wylich und Lottum“ und „von Koschenbahr“ zusammengesetzt war. Am 18. Januar 1774 hat er den Orden Pour le Mérite erhalten. Während des Bayerischen Erbfolgekrieges musste er gesundheitsbedingt um Entlassung bitten, die ihm König Friedrich II. im Mai 1778 mit einer jährlichen Pension von 200 Talern gewährte. Späterhin erhielt er eine Kompanie beim Berliner Invalidenkorps. Er verstarb 1796 im Invalidenhaus Berlin.

### Familie
Walther und Cronegk vermählte sich spät, erst 1788, mit Beate Friederike von Prittwitz († 1809). Aus der Ehe ist ein Sohn hervorgegangen, der als Fahnenjunker in einem preußischen Husarenregiment diente.